# Galerita aequinoctialis
Galerita aequinoctialis är en skalbaggsart som beskrevs av Maximilien de Chaudoir. Galerita aequinoctialis ingår i släktet Galerita och familjen jordlöpare. Inga underarter finns listade i Catalogue of Life.